# Vickers .50
Vickers .50 — крупнокалиберная модификация английского станкового пулемёта «Виккерс» под патрон 12,7×81 мм.

## Описание
Пулемёт имел начальную скорость пули 768 м/с и обеспечивал хорошую скорострельность — до 700 в/мин для одного ствола. Перезарядка требовала не более 30 сек до полной готовности пулемёта к стрельбе. К числу достоинств установки можно также отнести компактность и сравнительно небольшой вес. Максимальная дальность эффективного огня, которая должна была составить по расчётам 1370 м, достигала 730 м. Пуля пулемёта, весившая 37,4 г, могла серьёзно повредить или сбить самолёт лишь в том случае, если она попадала в мотор или поражала пилота.

## Разновидности
- Mark I — прототип.
- Mark II — принят на вооружение в 1933 году. Устанавливался на некоторых танках.

- Mark III — морская версия, использовалось в качестве зенитного пулемёта на кораблях королевского военно-морского флота. Как правило, была счетверённой. Зенитка оказалась недостаточно мощной против цельнометаллических самолётов и была ещё во время войны заменена на 20-мм пушку «Эрликон»[2]. Счетверённое оружие позволяло иметь стену огня 18,3 метра в ширину и 15,24 метра в высоту на высоте 915 метров.[2]
- Mark IV и Mark V — улучшенные версии, которые ставились на ган-траки и использовались британскими войсками в Североафриканской кампании. Позже были заменены на 15-мм версию пулемёта BESA (15×104 мм) в боевых бронированных машинах.[2]